# Сигнал (предприятие, Челябинск)
АО «Сигнал» — крупное российское предприятие химико-машиностроительного профиля. Расположено в Ленинском районе г. Челябинска. Входит в государственную корпорацию «Ростех» в составе научно-производственного концерна «Техмаш».

## История
В соответствии с третьим пятилетним планом развития народного хозяйства страны на 1938—1942 годы. Совнарком СССР 23.10.1938 года принял решение о строительстве капсюльно-пиротехнического завода на Урале. Площадку под строительство завода выбрали на юго-восточном берегу озера Смолино на окраине г. Челябинска. Площадка была выбрана с учётом того, что рядом проходила железная дорога, имелись возможности получать электро- и теплоэнергию из районных узлов. Приказом Наркома оборонной промышленности СССР от 04.11.1938 года заводу был присвоен № 254. Директором новостройки был назначен Рза-аде Мироликбер Агамирович. Совнарком СССР обязал Наркомат оборонной промышленности закончить строительство завода в 1940 году. В 1939 году директором новостройки вместо освобожденного Рза-аде был назначен И. А. Реутов.
На 01.01.1939 год в штате завода было 47 человек, из них 35 рабочих, остальные ИТР, служащие, МОП. Постановлением президиума Челябинского облисполкома (протокол от 10.07.1939 года) утвержден отвод земель под строительство промышленных зданий и жилищно-культурно-бытовых помещений завода. Постановлением Совета народных комиссаров СССР от 09.01.1940 года утверждена площадка завода. Директором строительства в 1940 году назначен А. З. Селиверстов.
С началом Великой Отечественной войны по Приказу НКБ СССР от 10.10.1941 года на завод № 254 были эвакуированы гильзовый капсюльный, пиротехнический и дерево-тарный цеха завода № 11.
Началом деятельности завода № 254 считается 5 декабря 1941 года.
Приказом Наркома боеприпасов СССР от 5.12.1941 года было назначено руководство завода, директором был назначен Куликов Валентин Иванович. Окончил Ленинградскую артиллерийскую академию, был директором на капсюльном заводе «Краснознаменец». При нём в 1941 году завод наградили орденом Ленина. Перед войной его назначают начальником 62 ГУ НКБ СССР. Он организовал эвакуацию заводов, подчиненных Главку, в том числе и завод № 11. В. И. Куликова назначили директором завода № 254, временно освободив его от обязанностей начальника 6-го Главного управления.
Главным инженером был назначен Курдюмов Анатолий Максимович. Были назначены также главные специалисты: главный механик Ройтман, главный энергетик Сизов, главный технолог — начальник производства Каплунник. Назначены были начальники цехов. Прибывших с завода № 11 рабочих, специалистов и их семьи размещали в землянках, щитовых бараках по несколько семей в одной комнате. Работать приходилось в неимоверно трудных условиях: холода стояли свирепые, не хватало жилья, элементарных бытовых условий, не хватало пищи, не хватало необходимых для производства сырья и материалов.
В декабре 1941 года на заводе осуществили выпуск первых образцов военной продукции: трассёров, зажигательных шашек, дымовых шашек. Для их производства требовались тепло и пар. А котельной на заводе даже в проекте не было. Для получения технологического пара и для отопления зданий были использованы два паровоза серии «С» и «МР».
В 1941 году было утверждено первое проектное задание на строительство завода. В январе 1942 года инструментальным цехом был произведен первый выпуск инструмента. В первые месяцы работы завода его проверяли, чуть ли не ежедневно, представители Главка, Наркомата боеприпасов, Госплана и Госконтроля. Летом 1942 года В. И. Куликов, был освобожден от занимаемой должности и вместо него был назначен работавший в то время главным инженером Чапаевского завода Беленький Семён Моисеевич. Директором завода Беленький проработал до 1951 года. После него директором завода был назначен Береговой Николай Никитович. В 1953 году приказом министра директором завода был назначен A.M. Курдюмов.
Приказом Наркома боеприпасов СССР от 22.02.1942 года завод был обязан к 20.03.1942 года закончить строительство двух зданий для производства капсюлей; трех зданий, погребков и склада для производства гранат и запалов к ним. Выпуск гранат Ф-1 и РГД-33 начался 10.02.1942 года в недостроенных зданиях. В мае 1942 года состоялся пуск капсюльного производства.
В середине 1942 года было принято решение о создании на заводе производства азидных капсюлей, оборудование для которого должны были поставить другие заводы в соответствии с приказом Наркома боеприпасов от 16.09.1942 года. В течение 1942 года было построено 16 зданий промышленного назначения, общей площадью 17 тыс. м², домов и бараков — 4311 м², а также хлебопекарня, баня-прачечная, пожарное депо.
В 1942 году на заводе было освоено 33 изделия военной техники: ручные гранаты Ф-1, РГД-33, РГ-42, капсюли, шашки дымовые, трассёры, 26-мм осветительные и сигнальные патроны. По валовому выпуску был достигнут довоенный уровень производства изделий завода № 11.
Главный механик A.M. Ройтман, главный конструктор К. А. Митин и начальник цеха Н. Г. Грубов справились с внедрением оборудования в производство, с механизацией трудоемких работ. Умелыми организаторами проявили себя начальники цехов А. Ф. Спиридонов и А. А. Кашенков. В течение 1943 года было построено 22 промышленных объекта общей площадью 12,8 тыс. м², в том числе 4 здания, на площадях которых в июне было развернуто азидное производство, здание сушки составов, центральная котельная с резервуаром и водоводом, центральная распределительная подстанция с ЛЭП в 35 киловольт и др. Одновременно строилось и жилье. Объём производства военной продукции увеличился по сравнению с 1942 годом в 6 раз. Был освоен выпуск новых изделий, в том числе капсюлей-детонаторов ТАТ-1 и зажигательных авиабомб ЗАБ-2,5.
За годы Великой Отечественной войны завод сформировался как комплекс по производству капсюлей, средств пиротехники, гранат с достаточно развитым вспомогательным хозяйством и энергетикой. Было освоено более 50 наименований изделий. На заводе в годы войны действенным был лозунг: «Все для фронта, все для победы». Работали фронтовые бригады, особенно значительный вклад внесли бригады М. Ф. Червяковой, В. К. Кругляк, Е. Н. Черновской, A.M. Деревицкой, М. И. Рыжковой, О. И. Аннушкиной.
С июня 1945 года завод был переведен на программу мирного времени. Была установлена нормальная восьмичасовая продолжительность рабочего дня. Многие изделия военной техники были сняты с производства.
Объём выпуска продукции по сравнению с 1944 годом сократился почти вдвое. Промышленное строительство было приостановлено. Тридцать один месяц подряд в тяжелейших условиях выполняли и перевыполняли задания, занимали призовые места — и вот такое положение. Продукции на складах было много, но её реализация шла трудно. Заказы на оборонные изделия резко сократились. Катастрофическим оказалось финансовое состояние.
Руководство завода принимало меры по выводу из кризисного состояния. Начали освоение пиротехнических изделий для нужд железнодорожников, охотничьих патронов, ранее не выпускавшихся промышленностью.
В соответствии со сложившимся к концу войны профилем завода и структурой плана задача заключалась в том, чтобы привести имеющиеся мощности в соответствие с нормами и «Правилами устройства взрывоопасных производств», устранить допущенные во время войны отступления в строительстве зданий и сооружений и добиться максимально возможной ассимиляции производства при выпуске гражданской продукции.
С 1946 года завод назывался «Сельмаш». Завод был передан Министерству сельскохозяйственного машиностроения.
1947 год считается годом дальнейшего наращивания выпуска гражданской продукции и товаров народного потребления. Их номенклатура была расширена до 38 наименований и являлась максимальной во всей истории завода. Последующие 1948—1956 годы характеризуются ростом объёмов за счет выпуска основной номенклатуры оборонного профиля. Были освоены новые виды изделий: трассёры, шашки имитации разрывов артиллерийских снарядов (ШИРАС), запалы, терки, гранаты, сигнальные патроны и другие. Выполнялись работы в соответствии с проектным заданием от 1945 года. Здания, подлежащие сносу, были списаны и разобраны, завершалось строительство мастерской снаряжения реактивных двигателей и гранат.
Проектное задание, разработанное в 1945 году, не охватывало всех видов работ завода, в нём не были предусмотрены капвложения по базисным складам хранения ВВ и готовой продукции, железнодорожному и автомобильному транспорту, объектам общезаводского и вспомогательного назначения.
В 1957 году проектный институт в соответствии с Постановлением Совета Министров СССР от 14.09.1954 года, разработал комплексное задание на реконструкцию и строительство завода.
В 1962 году был создан цех механизации и автоматизации, который предназначался для изготовления нестандартного оборудования по проектам СКТБ и отраслевых институтов. Начальником стал Павел Васильевич Будовский.
С 1967 года завод стал именоваться «Челябинский завод производства сигнальных средств». В новую номенклатуру взамен устаревших изделий были введены более современные виды реактивных патронов, гранат, дымовых гранат и других средств военной техники. По Приказу Министра от 14.02.1970 года на базе наземных сооружений бывшей шахты в г. Еманжелинске (Челябинская область) был создан филиал завода, что решило проблему дальнейшего развития завода, так как стесненная городской застройкой основная промышленная площадка не имела перспективы её расширения и укомплектования рабочими кадрами. Директором филиала назначили Анатолия Петровича Шитякова.
В 1978 году после перехода директора завода A.M. Ушкова на партийную работу предприятие возглавил Вихорев Николай Федорович.
В 1979 году завод получил статус объединения и стал называться "Производственное объединение "Сигнал"".
В период с 1979 по 1991 год был освоен целый ряд изделий военной техники, в том числе воспламенители, трассёры, дымовые гранаты, помеховые патроны, пиронагреватели и так далее, а также гражданские изделия и ТИП. Освоение новых изделий осуществлялось небольшими установочными партиями, зачастую с доработками и совершенствованием или заменой конструкции и технологии, что потребовало от инженерно-технических служб и производственных подразделений приложения максимальных усилий, оперативного творческого подхода к решению технических проблем. В отдельные годы выпуск новых изделий занимал в общем объеме более 50 %
В 1998 г. на должность генерального директора назначен Николай Александрович Шумилов.

## Предыдущие названия
- «Завод № 254» (в шифровках и телеграммах - "Марс") (с момента основания)
- «Сельмаш»[2] (1946 — 1967)
- «ЧЗПСС» — Челябинский завод производства сигнальных средств (1967 — 1979)
- ПО «Сигнал» (1979—1992 гг.)
- ГП «Сигнал» (1992—1998 гг.)

## Руководители
- 1941-1942 — Куликов Валентин Иванович
- 1942-1951 — Беленький Семён Моисеевич
- 1951-1953 — Береговой Николай Никитович
- 1953-… — Курдюмов Анатолий Максимович
- …-1978 — Ушков Александр Михайлович
- 1978-1998 — Вихорев Николай Фёдорович
- 1998-… — Шумилов Николай Александрович
- 2019-2023 — Уваров Лев Михайлович
- 2023-2024 — Рыбин Олег Вениаминович
- С сентября 2024 — Киселёв Максим Николаевич

## Деятельность
В 2014 году было принято решение о объединении предприятия с Копейским заводом пластмасс с переносом всего технологического оборудования на его территорию. Однако в дальнейшем от данной идеи отказались.
В настоящее время предприятие выпускает широкий спектр пиротехнической продукции различного назначения:
- Изделия, специально разработанные по заказу Морского Регистра РФ. «Сигнал» является основным в России производителем средств подачи сигналов бедствия, соответствующих требованиям Международной Конвенции по охране человеческой жизни на море «СОЛАС — 74/96»:
  - Устройство линеметательное УЛМ-1.
  - Буй светодымящий БСД-97 .
  - Фальшфеер красного огня Ф-ЗК, белого огня Ф-ЗБ.
  - Плавучая дымовая шашка ПДШ-3.
  - Звуковая ракета бедствия ЗРБ-40.
  - Парашютная ракета бедствия ПРБ-40 (красная).
  - 30-мм ракета однозвездная зелёного огня РОЗ-30, красного огня РОК-30.
  - Сигнальная ракета РДСП красного и жёлтого огня.
- Изделия для ВС РФ и МВД России.
- Спортивно-охотничья пиротехника: сигнальные ракеты, спички всепогодные, пиротехнические факелы, нейтральные дымовые шашки.
- Профессиональная пиротехника различных калибров. На челябинском заводе изготавливаются высотные и парковые фейерверки, известные далеко за пределами Челябинска, а также дневные дымовые фейерверки, серийное производство которых на челябинском заводе — единственное в России.
- Развлекательная пиротехника: хлопушки, фонтаны, римские свечи, батареи комет.